# Gunungshin
Los Gunungshin o Gunungsin (Hangul: 군웅신, Hanja: 群雄神 o 軍雄神) son deidades de la guerra en la mitología coreana. Su origen se muestra en el Gunung Bonpuri y no debe confundirse con los Janggunshin, generales históricos (como Choe Yeong o Kim Yushin) que fueron deificados después de la muerte. Los Gunungshin son verdaderos dioses.

## En mitología
El origen de los Gunungshin se explora en el Gunung Bonpuri. Sin embargo, hay muchos otros Gunungshin en la mitología coreana. Los Sangsanbyeol Gunung y Eoksanbyeol Gunung son deidades sirvientes del Janggunshin Choe Yeong (un general de la dinastía Goryeo). Los Sanshin Gunung son los guardias de los espíritus de la montaña, y los Seongjoshin Gunung son los guardias de la deidad de la casa, Seongju. Los Sasal Gunung son Gunungshin que destruyen a Gwishin, o espíritus malignos, y el patrón de los soldados cuyos nombres se han perdido en la historia. Sasal significa "matar con una flecha". El Sasal Gunung siempre lleva un arco y un puñado de flechas con él. Los Dodang Gunung son Gunungshin que custodian una aldea entera. Los Shiwang Gunung defiende a los espíritus del ataque mientras van al inframundo. Los Sashin Gunung son mecenas de embajadores, asesinos y agentes secretos.

## En Guts
Gunungshin aparece en muchos gut, o rituales chamanísticos. Las creencias coreanas sobre los Gunungshin se pueden extraer de estos rituales.

En un gut de la región de Seúl, existe esta línea:
"Gunung que ha puesto a tres mil soldados y cinco mil caballos de guerra en el camino".
Así, los coreanos creían que un Gunungshin tenía miles de soldados y caballos junto con él.
En un gut de la provincia de Hwanghae, el chamán finge ser un Gunungshin al pretender perforar la garganta de un enemigo con una espada. En otro gut de la provincia Gangwon, el chamán finge ser un Gunungshin y representa la fuerza del Gunungshin al levantar plomo pesado con solo su boca. Es evidente que los coreanos creían que los Gunungshin era espadachines muy fuertes y hábiles.
Los Gunungshin tienen la identidad deidades ancestrales. En la provincia de Gyeonggi, se mencionan "Gunung con el apellido Yi" y "Gunung con el apellido Hong"; ellos son los Gunungshin de sus respectivos clanes. Los Gunungshin que defienden a las deidades ancestrales (Josangshin) también se mencionan.